# Cinturó de l'Òxid

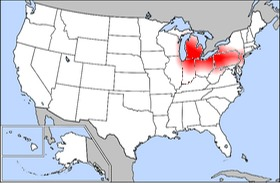
Manufacturing Belt, marcat en vermell

El Cinturó de l'Òxid, Anell del Rovell o Cinyell del Rovell (en anglès, Rust Belt), també conegut com el Manufacturing Belt (cinturó industrial), és una regió dels Estats Units que engloba principalment estats de l'àrea coneguda com a Centre Nord-Est dins de la regió del Mitjà Oest i també zones de l'àrea de l'Atlàntic Mitjà de la regió Nord-est. La regió s'estén des de la costa atlàntica fins a l'est de Wisconsin. Limita al sud amb les zones mineres de les muntanyes Apalatxes i al nord amb els Grans Llacs. També inclou alguns centres industrialitzats del sud d'Ontario, al Canadà.
La principal activitat econòmica de la zona està relacionada amb la indústria pesant i amb les manufactures. La crisi econòmica que va sobrevenir en aquests sectors l'economia estatunidenca a finals dels anys 70 i començaments dels 80 va deixar diverses ciutats de la regió en una mala situació. El sector més afectat i sobre el qual es van centrar els principals esforços de recuperació va ser la indústria automotriu.
Estats que formen part del cinturó d'òxid:
- Delaware (Wilmington).
- Illinois (zona nord-est, principalment l'entorn de Chicago).
- Indiana (zona nord).
- Maryland (Baltimore).
- Michigan (zona sud)
- Missouri (Saint Louis).
- Nova Jersey (zona nord).
- Nova York (principalment entorn de Buffalo i Nova York).
- Ohio (zona nord).
- Pennsilvània (gran part del seu territori)
- Virgínia de l'Oest (zona nord).
- Wisconsin (zona est, principalment entorn de Milwaukee).

La zona industrialitzada del Canadà inclou: Hamilton, St. Catharines i Windsor.

## Història
El sorgiment d'aquesta àrea com a centre industrial va venir motivat per la seva proximitat a les mines de carbó de Virgínia de l'Oest, de Tennessee, de Kentucky i d'algunes zones de Pennsilvània. El gran flux d'immigració que va provocar l'increment poblacional del segle xix, així com el transport fluvial a través dels Grans Llacs van facilitar el desenvolupament de la zona. La regió va ser de les primeres a disposar de servei de ferrocarril al país.
El declivi de les manufactures ve provocat per la globalització i per la generalització de tractats internacionals de lliure comerç. Altres motius possibles, però menys importants, són la progressiva integració del transport i els patrons migratoris dins dels Estats Units; així, ja que actualment la proximitat a les fonts d'energia i matèries primeres no és tan important, part de la inversió en manufactures s'ha desplaçat dins del país cap a estats amb uns salaris més baixos, situats a la zona geogràfica coneguda com el cinturó del Sol. La crisi i la decadència del manufacturing belt ha provocat que el terme rust belt (cinturó d'òxid) sigui molt més utilitzat i conegut. El cinturó ha estat descrit com una part decadent del Mitjà Oest, abans industrialitzat, en l'actualitat els seus estats formen part dels swing states que defineixen les eleccions.

## Efectes de la desindustrialització
L'estat més afectat per la desindustrialització va ser Michigan. Detroit, una de les seves principals ciutats, va perdre la meitat de la seva població en 30 anys, amb un gran increment del crim. Michigan ostentava el pitjor índex de desocupació dels Estats Units amb data d'agost de 2007, amb un 7,4%. A Detroit, la desocupació vorejava el 14% i un terç de la seva població vivia en la pobresa.